# Jakov Sinaj
Jakov Grigorjevič Sinaj (rusky Яков Григорьевич Синай) (* 21. září 1935, Moskva) je ruský matematik židovského původu. Je známý především díky své práci v oblastech dynamických systémů, matematické fyziky a teorie pravděpodobnosti. Jeho práce otevřela nové souvislosti mezi teoriemi deterministických (dynamických) systémů a pravděpodobnostních (stochastických) systémů.
Je nositelem velkého množství vědeckých ocenění, mimo jiné i Wolfovy ceny za matematiku nebo Abelovy ceny.